# موتورولا A910 (موبايل)
موتورولا A910 (بالإنجليزية: Motorola A910)‏ هو هاتف ذكي من موتورولا، تم طرحه في الأسواق في الربع الأول من 2006.

## الخصائص
- الكاميرا الخلفية: 1.3 ميجابكسل
- الشاشة: 240 × 320
- الوزن: 127 غرام
- الذاكرة: 48 ميجابايت